# NGC 5559
NGC 5559 is een balkspiraalstelsel in het sterrenbeeld Ossenhoeder. Het hemelobject werd op 10 april 1785 ontdekt door de Duits-Britse astronoom William Herschel.

## Synoniemen
- UGC 9166
- MCG 4-34-17
- ZWG 133.32
- IRAS 14169+2501
- PGC 51155